# 达琳娜·泽维娜
达琳娜·尤里耶芙娜·泽维娜（烏克蘭語：Дарина Юріївна Зевіна，1994年9月1日—）生于基辅，是一名乌克兰女子游泳运动员，主攻仰泳。她的父母都曾是游泳选手。泽维娜五岁时，父母为了让她更加健康，便教她游泳。原先父母都没有计划让她成为专业选手，后来她在游泳方面展现天赋，六岁时，她已经开始师从教练接受训练。父母受她的影响，也开始重新从事游泳相关的工作，其中父亲同时也成为了她的教练。